# Billy-sur-Aisne
Billy-sur-Aisne ist eine nordfranzösische Gemeinde mit 1.141 Einwohnern (Stand: 1. Januar 2022) im Département Aisne in der Region Hauts-de-France (vor 2016: Picardie). Billy-sur-Aisne gehört zum Arrondissement Soissons und zum Kanton Soissons-2. 

## Geographie
Billy-sur-Aisne liegt nahe, aber nicht an der Aisne, unmittelbar südöstlich von Soissons. Am Nordrand der Gemeinde führt die Route nationale 31 entlang. Nachbargemeinden von Billy-sur-Aisne sind Venizel im Norden, Acy im Osten, Rozières-sur-Crise im Süden, Septmonts im Süden und Südwesten, Belleu im Westen sowie Soissons im Nordwesten.

## Bevölkerungsentwicklung
| Jahr                       | 1962 | 1968 | 1975 | 1982 | 1990 | 1999 | 2006 | 2012 | 2021 |
| Einwohner                  | 926  | 1160 | 1256 | 1338 | 1279 | 1189 | 1119 | 1143 | 1151 |
| Quellen: Cassini und INSEE |      |      |      |      |      |      |      |      |      |

## Sehenswürdigkeiten
- Kirche Saint-Léger aus dem 15. Jahrhundert, Monument historique seit 1927
- Schloss Bellevue
- Lavoir

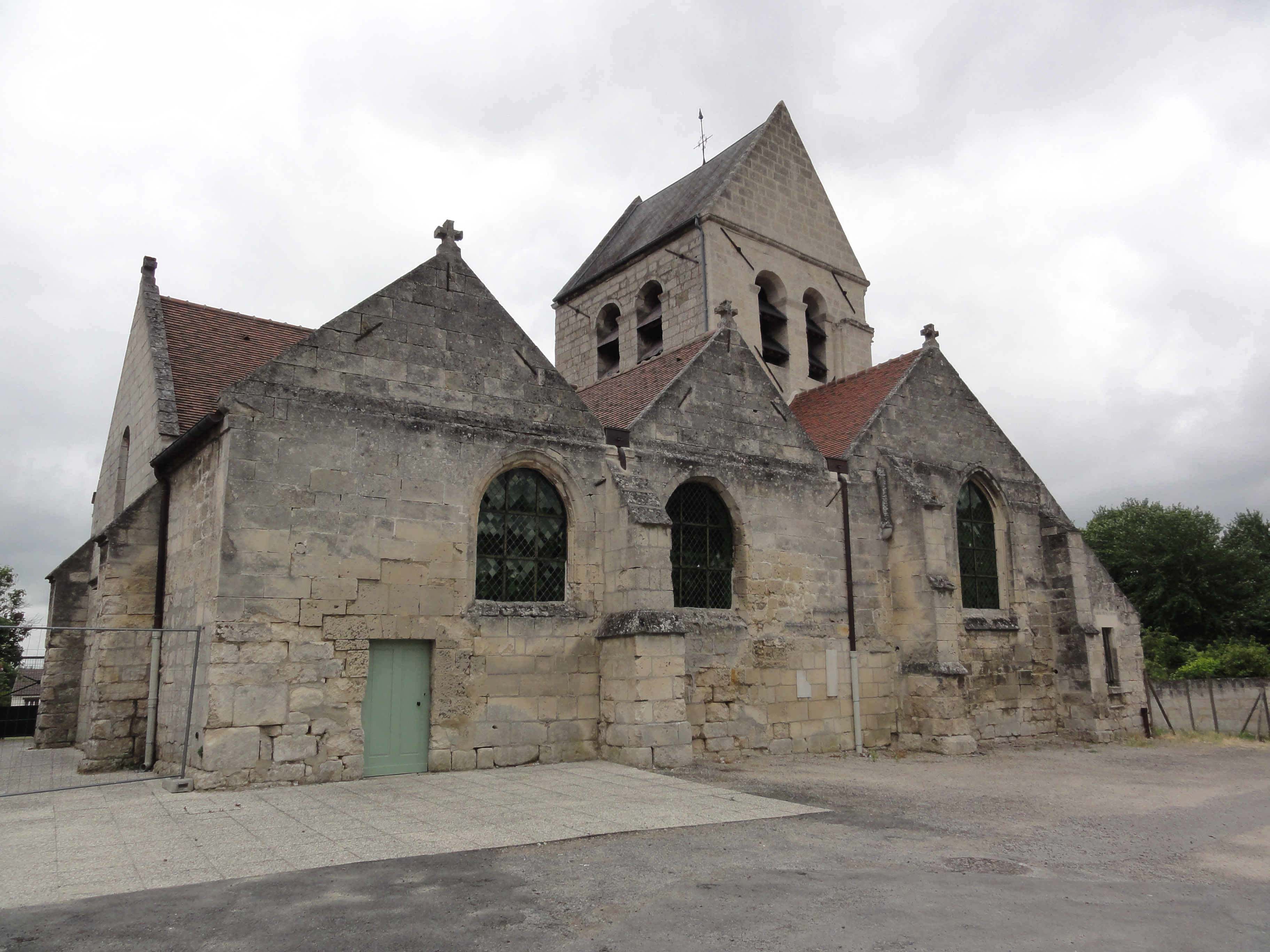
Kirche Saint-Léger
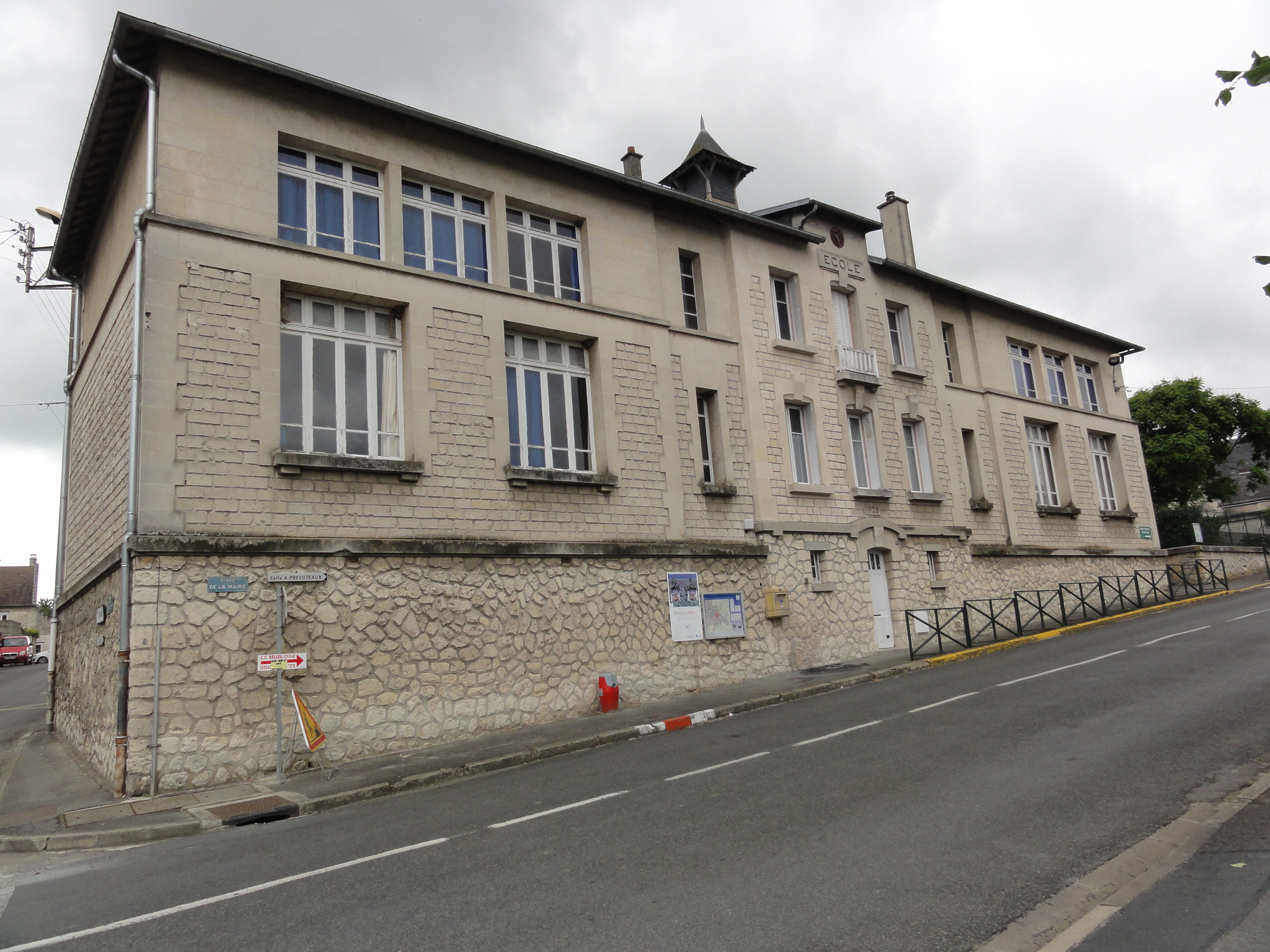
Schule
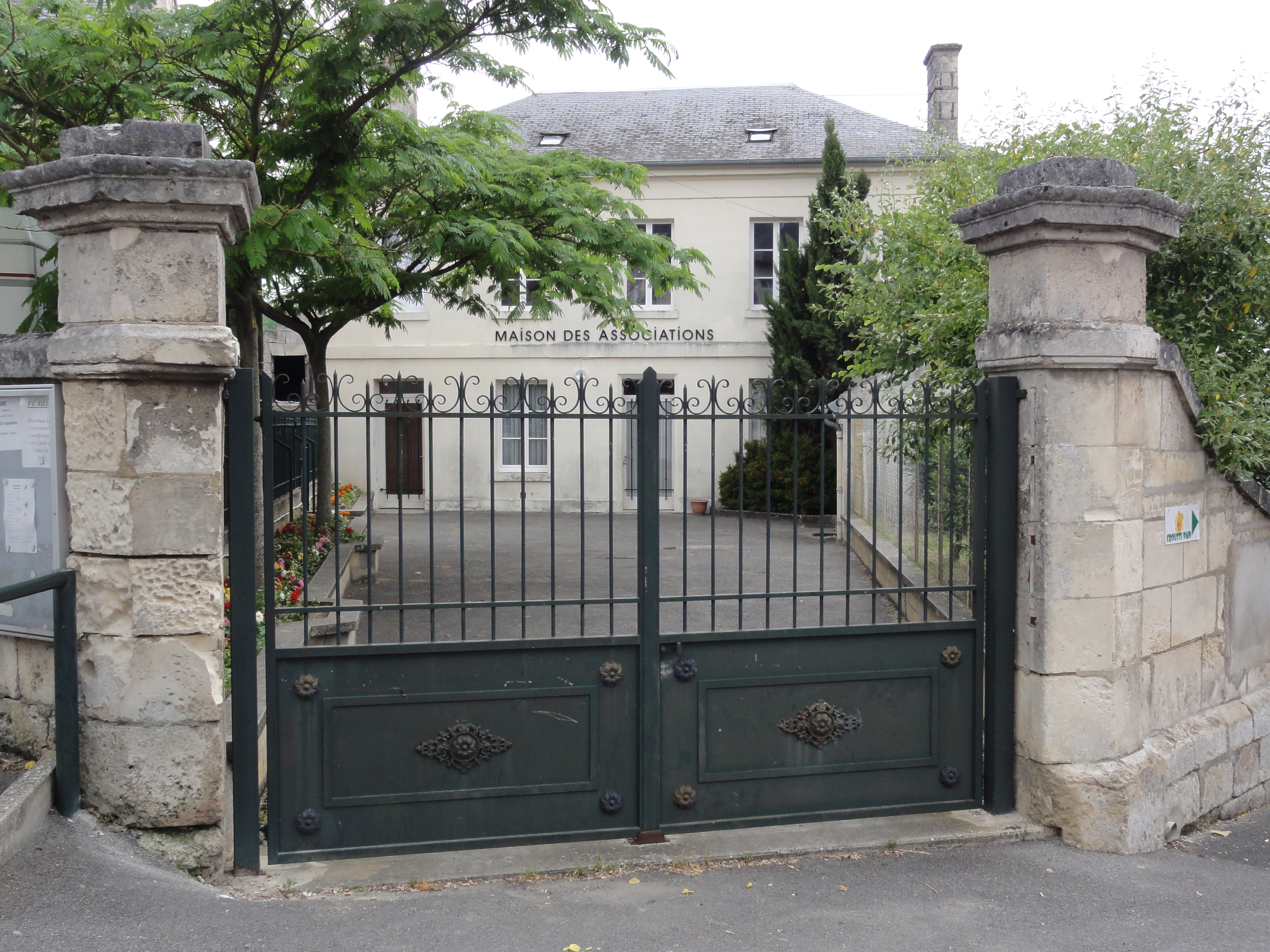
Vereinshaus
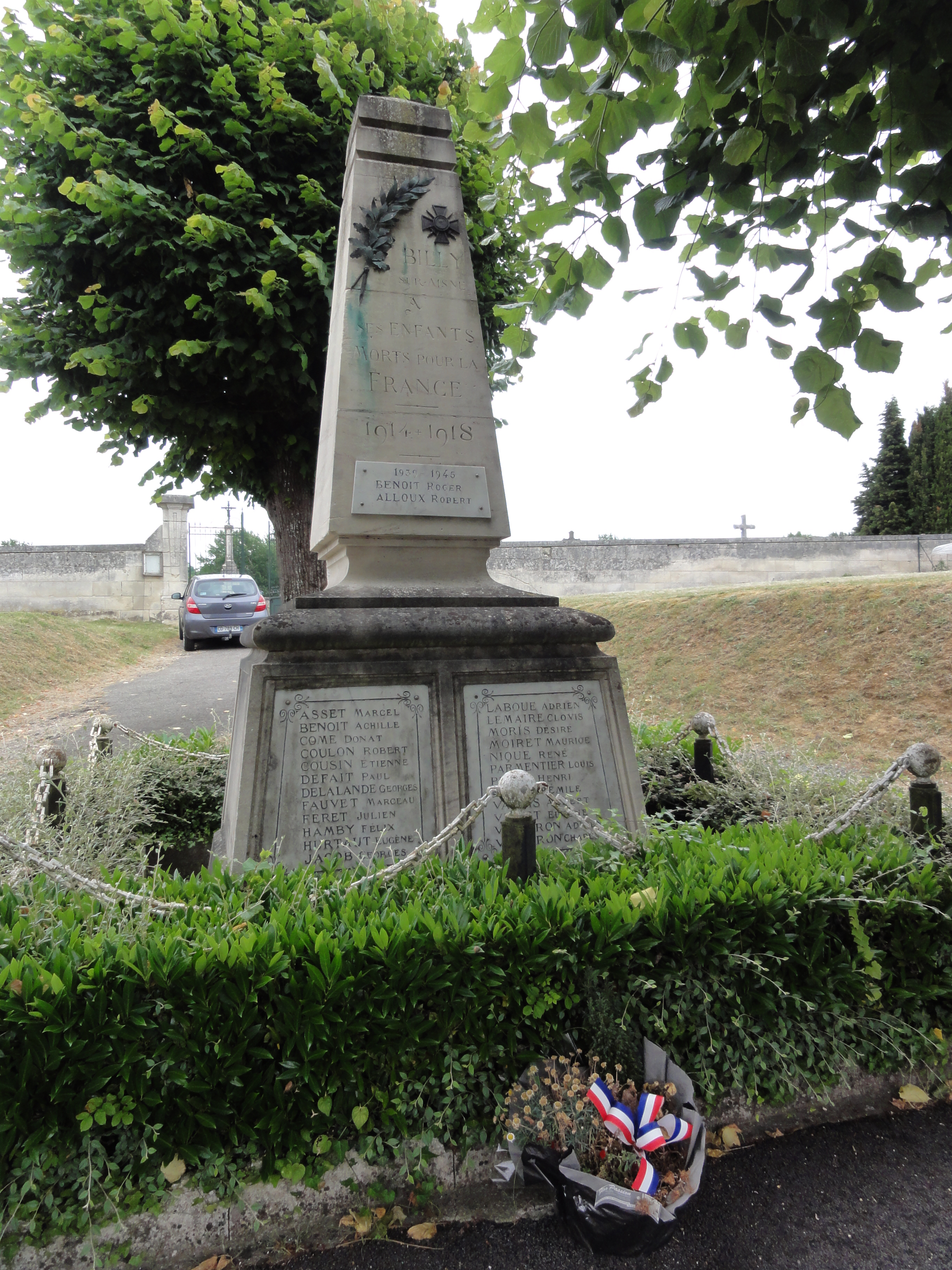
Gefallenendenkmal